# Central Elèctrica de Bescanó
La Central Elèctrica de Bescanó és una central elèctrica catalogada com a monument del municipi de Bescanó (Gironès) i protegida com a bé cultural d'interès local.

## Descripció
És un edifici format per tres espais de plantes rectangulars i teulades a dues vessants a tres nivells. El primer conté la casa del guarda, els altres dos aixopluguen la maquinària i a la part baixa dos ponts regulen el pas de l'aigua. El parament combina la pedra, el maó l'arrebossat i la rajola vidriada. Pel costat esquerre desguassa l'aigua sobrant una cascada amb una curiosa escultura expressionista que representa un enorme drac. El conjunt està molt ben enjardinat. Estilísticament la construcció es remet a l'arquitectura centro europea amb influència de la Secessió Vienesa.

## Història
A principis de segle Ramon de Berenguer i de Llobet, comte de Berenguer i Marquès de Garcillano, promociona la construcció de dues centrals elèctriques al terme de Bescanó. L'edifici fou dissenyat per l'arquitecte Joan Roca i Pinet i la maquinària per l'enginyer B. Thomas Sala, de Construcciones hidráulicas e Industriales. L'any 1908 entrà en funcionament.